# Miejska Wieś (Jeziorany)
Miejska Wieś (deutsch Bürgerdorf) ist ein Ort in der polnischen Woiwodschaft Ermland-Masuren. Er gehört zur Gmina Jeziorany (Stadt-und-Land-Gemeinde Seeburg) im Powiat Olsztyński (Kreis Allenstein).

## Geographische Lage
Miejska Wieś liegt in der nördlichen Mitte der Woiwodschaft Ermland-Masuren, 26 Kilometer südwestlich der früheren Kreisstadt Rößel (polnisch Reszel) bzw. 27 Kilometer nordöstlich der heutigen Kreismetropole und auch Woiwodschaftshauptstadt Olsztyn (deutsch Allenstein).

## Geschichte
Bürgerwalde – später Bürgersdorf genannt – wurde 1363 gegründet. Südwestlich des Dorfes errichtete man später ein überregional bedeutende Ziegelei. 1785 wurde Bürghersdorf als ein Bauerndorf der Stadt Seeburg (polnisch Jeziorany) mit 34 Feuerstellen erwähnt, 1820 als Stadt-Dorf mit 33 Feuerstellen bei 69 Einwohnern.
Als 1874 der Amtsbezirk Elsau (polnisch Olszewnik) im ostpreußischen Kreis Rößel gebildet wurde, gehörte ihm Bürgerdorf von Anfang an bis zum Jahre 1945 an.
419 Einwohner waren im Jahre 1885 in Bürgerdorf gemeldet, 409 waren es im Jahre 1910. Ihre Zahl verringerte sich bis 1933 auf 364 und belief sich 1939 noch auf 345.
Mit dem gesamten südlichen Ostpreußen wurde Bürgerdorf 1945 in Kriegsfolge an Polen abgetreten. Bürgerdorf erhielt die polnische Namensform „Miejska Wieś“ und ist heute eine Ortschaft innerhalb der Stadt-und-Land-Gemeinde Jeziorany (Seeburg) im Powiat Olsztyński (Kreis Allenstein), von 1975 bis 1998 der Woiwodschaft Olsztyn, seither der Woiwodschaft Ermland-Masuren zugehörig. Im Jahre 2021 zählte Miejska Wieś 152 Einwohner.

## Kirche
Bis 1945 war Bürgerdorf in die evangelische Kirche Seeburg (Ostpreußen) (polnisch Jeziorany) in der Kirchenprovinz Ostpreußen der Kirche der Altpreußischen Union, außerdem in die römisch-katholische St.-Bartholomäus-Kirche Seeburg im damaligen Bistum Ermland eingepfarrt. In Bürgerdorf steht neben dem alten Schulgebäude eine gemauerte Kapelle aus dem Jahre 1769.
Katholischerseits gehört Miejska Wieś weiterhin zur Bartholomäus-Pfarrei Jeziorany, nun im Erzbistum Ermland gelegen. Evangelischerseits orientieren sich die Einwohner zur Christus-Erlöser-Kirche Olsztyn (Allenstein) in der Diözese Masuren der Evangelisch-Augsburgischen Kirche in Polen.

## Verkehr
Miejska Wieś ist über zwei Nebenstraßen von der Woiwodschaftsstraße 593 im Abzweig Żardeniki (Scharnigk) bzw. von der Woiwodschaftsstraße 595 im Abzweig Jeziorany (Seeburg) zu erreichen. Eine Anbindung an den Bahnverkehr besteht nicht.